# Jełyzawetiwka (hromada Hrodiwka)
Jełyzawetiwka (ukr. Єлизаветівка) – wieś na Ukrainie, w obwodzie donieckim, w rejonie pokrowskim, w hromadzie Hrodiwka. W 2001 liczyła 113 mieszkańców.